# NGC 1211
NGC 1211 est une galaxie lenticulaire située dans la constellation de la Baleine. NGC 1211 a été découverte par l'astronome américain Truman Safford en 1867.

## Caractéristiques
NGC 1211 présente une large raie HI.

### Distance
Sa vitesse par rapport au fond diffus cosmologique est de 3 019 ± 13 km/s, ce qui correspond à une distance de Hubble de 44,5 ± 3,1 Mpc (∼145 millions d'al).
À ce jour, deux mesures non basées sur le décalage vers le rouge (redshift) donnent une distance de 29,250 ± 1,061 Mpc (∼95,4 millions d'al), ce qui est nettement à l'extérieur des valeurs de la distance de Hubble. Notons cependant que c'est avec la valeur moyenne des mesures indépendantes, lorsqu'elles existent, que la base de données NASA/IPAC calcule le diamètre d'une galaxie et qu'en conséquence le diamètre de NGC 1211 pourrait être d'environ 37,5 kpc (∼122 000 al) si on utilisait la distance de Hubble pour le calculer.

### Morphologie
L'image de NGC 1211 montre la présence de trois anneaux, deux entourant la galaxie et l'autre le noyau de celle-ci. D'ailleurs, NGC 1211 a été utilisée par Gérard de Vaucouleurs comme une galaxie de type morphologique (R1R2')SB(rl)0/a dans son atlas des galaxies,.